# Ungambikula
En la mitologia del poble Arunta o Arrernte, del centre d'Austràlia, els ungambikula foren dos dels éssers que van sorgir del temps dels somnis i que amb els seus ganivets de pedra van anar donant forma als cossos dels humans. Segons l'origen a partir del qual fou tallat cada humà (d'una planta, d'un animal...) li deu respecte a un tòtem determinat.